# The Loco-Motion
The Loco-Motion ist ein Lied von Little Eva aus dem Jahr 1962, das von Gerry Goffin und Carole King geschrieben wurde und das den Modetanz Locomotion aus den 1960er Jahren zur Folge hatte.

## Geschichte
The Loco-Motion wurde am 14. Juni 1962 weltweit veröffentlicht und erzielte in vielen Ländern Erfolge. In den USA erreichte der Song Platz eins der Charts. Das Lied ist ein beliebtes und langlebiges Beispiel eines Songs des Dance-Genres, ein Großteil des Liedes ist dem Line Dance gewidmet. In der Rolling-Stone-Liste der 500 besten Songs aller Zeiten erreichte der Song Platz 359.

## Chartplatzierungen
| ChartsChartplatzierungen       | Höchstplatzierung | Wochen |
| ------------------------------ | ----------------- | ------ |
| Deutschland (GfK)              | 23 (14 Wo.)       | 14     |
| Vereinigte Staaten (Billboard) | 1 (16 Wo.)        | 16     |
| Vereinigtes Königreich (OCC)   | 2 (31 Wo.)        | 31     |

| ChartsJahrescharts (1961)      | Platzierung |
| ------------------------------ | ----------- |
| Vereinigte Staaten (Billboard) | 7           |

## Coverversionen

### Grand Funk Railroad-Version
1974 veröffentlichten Grand Funk Railroad ihre Version des Liedes, welche von Todd Rundgren produziert wurde und auch in den USA ein Nummer-eins-Hit wurde.
| ChartsChartplatzierungen       | Höchstplatzierung | Wochen |
| ------------------------------ | ----------------- | ------ |
| Deutschland (GfK)              | 10 (16 Wo.)       | 16     |
| Österreich (Ö3)                | 7 (8 Wo.)         | 8      |
| Vereinigte Staaten (Billboard) | 1 (20 Wo.)        | 20     |

| ChartsJahrescharts (1974)      | Platzierung |
| ------------------------------ | ----------- |
| Vereinigte Staaten (Billboard) | 6           |

### Kylie Minogue-Version
1987 coverte Kylie Minogue das Lied und landete damit (zuerst in Australien und 1988 in Europa) einen Erfolg. Des Weiteren konnte man diese Version in der australischen Fernsehserie Nachbarn hören.
Chartplatzierungen
| ChartsChartplatzierungen       | Höchstplatzierung | Wochen/ Monate |
| ------------------------------ | ----------------- | -------------- |
| Deutschland (GfK)              | 3 (15 Wo.)        | 15 Wo.         |
| Österreich (Ö3)                | 3 (3,5 Mt.)       | 3,5 Mt.        |
| Schweiz (IFPI)                 | 2 (12 Wo.)        | 12 Wo.         |
| Vereinigte Staaten (Billboard) | 3 (27 Wo.)        | 27 Wo.         |
| Vereinigtes Königreich (OCC)   | 2 (11 Wo.)        | 11 Wo.         |

| ChartsJahrescharts (1988)      | Platzierung |
| ------------------------------ | ----------- |
| Deutschland (GfK)              | 35          |
| Vereinigte Staaten (Billboard) | 49          |

Auszeichnungen für Musikverkäufe

| Land/Region                  | Auszeichnungen für Musikverkäufe (Land/Region, Auszeichnung, Verkäufe) | Verkäufe  |
| ---------------------------- | ---------------------------------------------------------------------- | --------- |
| Australien (ARIA)            | 3× Platin                                                              | 210.000   |
| Frankreich (SNEP)            | Silber                                                                 | 250.000   |
| Vereinigte Staaten (RIAA)    | Gold                                                                   | 500.000   |
| Vereinigtes Königreich (BPI) | Silber                                                                 | 434.000   |
| Insgesamt                    | 2× Silber · 1× Gold · 3× Platin ·                                      | 1.394.000 |

Hauptartikel: Kylie Minogue/Auszeichnungen für Musikverkäufe

### Weitere Coverversionen
The Loco-Motion wurde unter anderem noch von The Ventures, The Chiffons, Brian Poole and the Tremeloes, Renate Kern, Susi Dorée, Emerson, Lake & Powell, David L. Stewart & Barbara Gaskin, Jive Bunny & the Mastermixers, Charly García, Fancy und Atomic Kitten gecovert.
- 1962: Sylvie Vartan (Le Loco-motion)
- 1979: Ritz
- 1980: Carole King

## Sonstiges
David Lynch baute in seinem Spielfilm Inland Empire eine Szene um diesen Song auf, die unter Prostituierten spielt.